# Gibiate
Gibiate (ジビエート Jibiēto?) es una serie de anime original producida por Yoshitaka Amano, dirigida por Masahiko Komino en los estudios Lunch Box y Studio Elle y escrita por Ryō Aoki. Se estrenó el 15 julio de 2020, y es transmitido en simulcast por Crunchyroll en Latinoamérica.

## Sinopsis
Es el año 2030, nos encontramos en Japón, y un virus ha infectado a la humanidad por todo el mundo. Los infectados se convierten en monstruos que varían en base a la edad, el género y la raza. El virus recibe el nombre de Gibia. En pleno desastre aparecen un ninja y un samurái, quienes han viajado desde la era Edo y se ven acompañados por un doctor que busca dar con una cura. Es así que comienzan un peligroso viaje en el que se verán atacados por los Gibias y por forajidos que buscan hacerse con los recursos de la gente.

## Personajes
Sensui Kanzaki (神崎 千水 Kanzaki Sensui?)
 Seiyū: Tetsuya Kakihara
Kathleen Funada (船田 キャスリーン Funada Kyasurīn?)
 Seiyū: Yukiyo Fujii
Kenroku Sanada (真田 兼六 Sanada Kenroku?)
 Seiyū: Hiroki Tōchi
Yukinojyo Onikura (鬼倉 雪之丞 Onikura Yukinojō?)
 Seiyū: Michio Hazama
Renjiro Hatonami (鳩波 蓮司郎 Hatonami Renjirō?)
 Seiyū: Kōji Ishii
Guren Soshigaya (祖師谷 紅蓮 Soshigaya Guren?)
 Seiyū: Hozumi Gōda
Isao Mikimoto (美樹本 伊佐夫 Mikimoto Isao?)
 Seiyū: Hiromi Sakimoto
Katsunori Hamuro (葉室 克典 Hamuro Katsunori?)
 Seiyū: Ryōhei Kimura
Hidenori Sakuma (佐久間 秀典 Sakuma Hidenori?)
 Seiyū: Fukushi Ochiai
Dr. Yoshinaga (ヨシナガ博士 Yoshinaga Hakase?)
 Seiyū: Shūichi Ikeda
Ayame Hatonami (鳩波 彩愛 Hatonami Ayame?)
 Seiyū: Hiroki Nanami
Yurika Funada (船田 ユリカ Funada Yurika?)
 Seiyū: Emi Ito

## Producción y lanzamiento
Durante la Anime Expo de 2019, Gibiate Project reveló que están produciendo una serie original de anime.
Ryō Aoki escribe y planea el proyecto, además de servir como su productor ejecutivo. Masahiko Komino se desempeña como director, diseñador de personajes de animación, adaptando directamente los diseños de personajes originales de Yoshitaka Amano a la animación, además de servir como director jefe de animación. Lunch Box y Studio Elle está a cargo de la producción de animación. Naoki Serizawa está diseñando los monstruos. Yuzo Koshiro está componiendo la música de la serie.
Otros artistas como el fabricante de muñecas japonesas Mataro Kanabayashi, el cuchillero Kunihisa Kunihisa, el calígrafo y artista Sisyu, y Hideo Komatsu, presidente de la compañía shamisen Komatsuya Co., Ltd., también figuran como colaboradores.
Sugizo interpret la canción de apertura "Gibiate" con los Yoshida Brothers y el tema final "Endless" con Maki Ohguro.
La versión china del tema final es interpretada por VOGUE5. Su estreno estaba programado para la Anime Expo de 2020, pero se canceló debido a la pandemia de COVID-19. El anime se estrenará el 8 de julio de 2020 en Tokyo MX. Crunchyroll transmitirá la serie como un Crunchyroll Original en Norteamérica, Centroamérica, Sudamérica, Europa, África, Oceanía y Medio Oriente.

### Lista de episodios
| N.º | Título                                                                                   | Fecha de emisión original |
| --- | ---------------------------------------------------------------------------------------- | ------------------------- |
| 1   | «Desvanecidos» Transcripción: «Kamigakushi» (en japonés: 神隠し)                         | 15 de julio de 2020       |
| 2   | «Más allá del vórtice» Transcripción: «Uzu no Mukō» (en japonés: 渦の向こう)             | 22 de julio de 2020       |
| 3   | «El tercer hombre» Transcripción: «Dai-san no Otoko» (en japonés: 第三の男)              | 29 de julio de 2020       |
| 4   | «Zona de peligro» Transcripción: «Kiken Chitai» (en japonés: 危険地帯)                   | 5 de agosto de 2020       |
| 5   | «Mal contra bushido» Transcripción: «Aku tai Bushidō» (en japonés: 悪 対 武士道)         | 12 de agosto de 2020      |
| 6   | «Situación desesperada» Transcripción: «Zettai Zetsumei» (en japonés: 絶体絶命)          | 19 de agosto de 2020      |
| 7   | «Camino de ensueño a la muerte» Transcripción: «Shi e no Mudō» (en japonés: 死への夢道)  | 26 de agosto de 2020      |
| 8   | «Carta de despedida» Transcripción: «Wakare no Tegami» (en japonés: 別れの手紙)          | 2 de septiembre de 2020   |
| 9   | «Hasta extinguir mi llama» Transcripción: «Moetsukiru Made» (en japonés: 燃え尽きるまで) | 9 de septiembre de 2020   |
| 10  | «Unos nuevos compañeros» Transcripción: «Aratanaru Nakama» (en japonés: 新たなる仲間)    | 16 de septiembre de 2020  |
| 11  | «Amor ilusorio» Transcripción: «Maboroshi no Ai» (en japonés: まぼろしの愛)              | 23 de septiembre de 2020  |
| 12  | «El final de una vida» Transcripción: «Inochi no Hate ni wa» (en japonés: 命の果てには)  | 30 de septiembre de 2020  |

## Recepción
La recepción fue en gran medida desfavorable, con la mayoría de las críticas dirigidas al débil CGI.